# Le Gentilhomme en noir
Le Gentilhomme en noir ou Le Chevalier en noir (en italien, Il cavaliere in nero) est un portrait en pied peint par Giovanni Battista Moroni. Cette huile sur toile (190 × 102 cm) datée de 1567 environ se trouve au Museo Poldi Pezzoli de Milan.

## Histoire
Les premières sources relatives à ce tableau indiquent qu'il se trouvait à l'origine dans la collection Secco Suardo avec d'autres tableaux de Moroni commandés par cette famille. À la fin du XVIIe siècle, le tableau se trouvait encore dans la collection de Caterina Terzi Secco Suardo à Bergame, puis il est passé à Barbara Secco Suardo Mosconi et à son mari Giovanni Mosconi, toujours à Bergame. En 1845, les comtes Moroni de Bergame en héritent par legs testamentaire, puis il est acquis par Luciano Scotti, fils d'Annibale Scotti. Il fait partie à partir de 1952 d'une collection privée de Milan avant d'être donné en 1962 au Museo Poldi Pezzoli où il se trouve toujours.

## Description
Comme un certain nombre de tableaux de Moroni de cette époque, son sujet est anonyme. Il est peint en pied en grandeur nature, vêtu de noir à la mode  de l'époque adoptée d'abord à Venise et en Espagne avec une petite fraise à l'espagnole au col que l'on retrouve aux poignets et qui tranche par sa blancheur immaculée. Il met un main à l'épée et l'autre est posée sur la poitrine. Il est coiffé d'un petit chapeau noir à plume. les détails peints d'une même couleur sont empreints d'un grand raffinement et se détachent sur le fond. .
L'homme à la barbe soigneusement taillée regarde directement le spectateur, avec une attitude confiante. L'impression d'élégance est renforcée par le fond gris neutre. 

## Source de la traduction
- (it) Cet article est partiellement ou en totalité issu de l’article de Wikipédia en italien intitulé « Il cavaliere in nero » (voir la liste des auteurs).